# 최종훈 (1990년)
최종훈(崔鍾訓, 1990년 3월 7일 ~ )은 대한민국의 과거 배우이자 과거 가수이다.
음악 밴드 FT아일랜드의 기타리스트 및 리더 출신으로, 2019년 3월 14일 성폭력 처벌 특례법상 특수 준강간과 카메라를 이용한 불법촬영 및 불법촬영물 유포 사실이 드러나면서 FT아일랜드에서 탈퇴와 동시에 연예계를 은퇴하였다. 2019년 3월 21일 FNC 엔터테인먼트와의 계약이 해제되3었는데 불법 촬영물 유포 혐의 등의 이유 때문에 모든 지상파, 종편, 케이블 방송사 출연정지 연예인 명단에 올랐다.
2024년 1월 16일 잠정 은퇴한 지 5년만에 활동 복귀를 직접 밝혔다.

## 범죄전력

### 여성 술 먹인 후 집단 강간
2016년 1월 강원도 홍천, 3월 대구 등에서 술에 취한 여성을 집단 성폭행한 혐의 등으로 구속기소 됐다. 정준영이 스마트폰에서 "2015년 말 카카오톡 대화방에서 여성들과 성관계한 사실을 밝히며 몰래 촬영한 영상을 전송하는 등 11차례에 걸쳐 불법 촬영물을 유포"한 사실이 드러나 논란이 일었으며 구속된 이후 2019년 8월 26일부터 11월 26일까지 법원에 반성문을 6회 제출한 최종훈은 11월 29일 징역 5년을 선고받고 항소하여 2020년 1월 17일부터 5월 1일까지 반성문 8회와 5월 4일 의견서를 제출하고 5월 7일 항소심 선고가 있을 예정이었으나 전날인 5월 6일 피해자와의 합의가 있으면서 선고가 5월 12일로 연기되어 합의가 유리한 사정이나 공소사실을 부인하면서 진지한 반성이 없다면서도 1/2을 감경하여 징역 2년6개월을 선고했다.(서울고등법원2019노2718)

### 뇌물공여 시도 및 불법 성관계 촬영물 유포
2016년 상대방의 동의 없이 영상을 촬영하고 이를 단체 채팅방에 여러 차례 배포한 혐의와 2016년 음주운전 단속 적발 직후 해당 경찰관에게 뇌물 200만원을 건네려 한 혐의로 기소된 최종훈은 "SNS 단체 대화방에 잘못된 사진이나 영상 등을 올린 혐의는 모두 인정한다"면서 "다만 사진은 피해자의 얼굴이 나오게 하지도 않았다. 영상은 시중에 떠돌던 영상을 일부 친구들에게만 공개한 것으로 최초 유포자도 아니고 반복적으로 올린 것도 아니었다"고 하면서 뇌물공여 의사표시에 대해선 "음주단속을 피해 도주하다 200만 원을 줄테니 봐달라고 말한 취지는 인정한다"라면서도 "이는 술에 취한 상태로 도주 중에 일시적으로 상황을 모면하려던 것이다. 진지하게 돈을 주려는 의사를 표시한 것이 아니었다"라고 했다. 최후진술에서 "이번 사건 이후 4년이 지났으나 씻지 못할 죄책감을 안고 살고 있다. 당시 죄를 지은 줄도 모르고 어리석게 행동한 것에 깊이 반성하고, 기본적인 도덕을 지키지 못하고 숨긴 점도 죄송하다" 3월 27일에 징역 1년, 집행유예 2년을 선고받고 항소했다.

## 출연작

### 방송
- 2007년 Mnet 《두근두근 여친 만들기》
- 2007년 SBS MTV 《트레저 아일랜드》
- 2008년 Mnet 《Feel the world Action!》
- 2008년 MBC every1 《아이돌 군단의 떴다 그녀》
- 2009년 온스타일 《스타일 웨이브》
- 2012년 tvN 《더 로맨틱 & 아이돌》
- 2015년 MTV 《Coming Out! FT아일랜드》
- 2016년~2017년 SBS 《게임쇼 유희낙락》
- 2017년 SBS 《정글의 법칙 in 수마트라》
- 2017년 MBC 《마이 리틀 텔레비전》

### 뮤직비디오
- 2009년 홍진영 - 사랑의 배터리
- 2015년 주니엘 - Sorry
- 2016년 허각, 브로맨스 - 벌써 겨울

### 드라마
- 2015년 KBS2 《KBS 웹드라마 스페셜 - 프린스의 왕자》 - 박시현 역
- 2015년 ~ 2016년 QTV 《영웅들》 - 희열 역
- 2016년 네이버 tvcast 《88번지》 - 마르코 역
- 2017년 네이버 tvcast《뜻밖의 히어로즈》 - 민수호 역

### 영화
- 2011년 《너는 펫》 - 지은수 역